# Fianna Fáil
Fianna Fáil [ˈfiːənə ˈfɑːlʲ] (Abkürzung FF; irisch für Soldaten des Schicksals oder Soldaten Irlands) ist eine liberal-konservative Partei der politischen Mitte in Irland. Sie ist eine der beiden großen Parteien und hat häufig die Regierung gestellt.
Bei ihrer Gründung lehnte sie den Anglo-Irischen Vertrag radikal ab. Seit den 1930er Jahren entwickelte sie sich zur dominierenden Partei in Irland. Fianna Fáil war seit 1932 die am stärksten im Unterhaus (Dáil Éireann) vertretene Partei und in Europa eine der Parteien mit der längsten Regierungsbeteiligung. 2011 ging sie in die Opposition und verlor ihren Status als stärkste Partei. Seit 2016 unterstützte sie eine Minderheitsregierung der rivalisierenden Fine Gael, seit Juni 2020 stellt sie in einer Koalition mit ihr den Regierungschef. Die Partei ist seit Dezember 2007 in Nordirland registriert.
Die FF ist Mitglied der Allianz der Liberalen und Demokraten für Europa. Ihr einziger Abgeordneter, Brian Crowley, im Europäischen Parlament trat jedoch in der Legislaturperiode 2014 bis 2019 der EU-kritischen EKR-Fraktion bei. Zuvor waren die Abgeordneten der Partei Mitglieder der ALDE-Fraktion und davor Mitglied der Fraktion Union für ein Europa der Nationen. Seit der Wahl 2019 sitzt ihr neugewählter Abgeordneter, Billy Kelleher, wieder in der liberalen Renew-Fraktion (der Nachfolgefraktion von ALDE).

## Geschichte
Die Partei wurde am 23. März 1926 von Éamon de Valera gegründet. Den heutigen Namen erhielt die Partei am 2. April desselben Jahres. De Valera, von April 1919 bis August 1921 Premierminister und Präsident des Dáil Éireann sowie seit August 1921 Präsident der Irischen Republik, war im Januar 1922 von der Präsidentschaft zurückgetreten, als durch den Anglo-Irischen Vertrag der irische Freistaat beschlossen worden war. De Valera führte die Fraktion der Vertragsgegner in der Partei Sinn Féin von 1922 bis 1926 durch den irischen Bürgerkrieg, bevor er 1926 aus Protest gegen die harte Linie der Partei sowie den irischen Freistaat aus Sinn Féin austrat. Obwohl seine neue Partei Fianna Fáil ebenfalls Gegner des Vertrags war, hatte sie einen eigenen Ansatz zur Republikanisierung des Freistaates – im Gegensatz zur Fraktion der Vertragsgegner innerhalb der Sinn Féin wollte man nicht die „Uhr zurückdrehen“ und den Unabhängigkeitsprozess neu beginnen.
Fianna Fáil verweigerte ursprünglich, wegen des umstrittenen Treueeids gegenüber der Freistaaten-Verfassung sowie dem (britischen) König, die Teilnahme am Unterhaus des Freistaats. Doch schließlich beschloss man, den Eid als „leere Formulierung“ anzusehen und legte ihn ab.
Der erste Parteivorsitzende war Éamon de Valera. Weitere Gründungsmitglieder waren u. a. Seán Lemass, Sean T. O’Kelly und P.J. Ruttledge. Die Zielgruppe der Partei waren zu dieser Zeit die Unterstützer der Vertragsgegner sowie die Arbeiterklasse.

### Vorsitzende
- Éamon de Valera (1926–1959)
- Seán Lemass (1959–1966)
- Jack Lynch (1966–1979)
- Charles J. Haughey (1979–1992)
- Albert Reynolds (1992–1994)
- Bertie Ahern (1994–6. Mai 2008)
- Brian Cowen (7. Mai 2008 bis 22. Januar 2011)
- Micheál Martin (seit 26. Januar 2011)

#### De Valera 1926–1959
Am 9. März 1932 wurde de Valera zum Präsidenten des Exekutivrats des irischen Freistaates gewählt – ein Amt, das er 21 Jahre lang ausüben sollte (davon 16 Jahre ununterbrochen). Während seiner ersten Amtszeit schwächte de Valera die Verbindungen zwischen dem Freistaat und dem Vereinigten Königreich, schaffte den Treueeid gegenüber der britischen Krone ab und reduzierte den Posten des Generalgouverneurs auf ein Minimum. Weiterhin startete de Valera 1933 den Anglo-Irischen Handelskrieg, der erst 1938 beigelegt wurde. Irland wurde dadurch zur Republik mit einem gewählten Präsidenten an der Spitze und vollkommen unabhängig vom Vereinigten Königreich.
Im Mai 1936 schaffte de Valera den Seanad Éireann ab und verkündete den Entwurf einer neuen Verfassung. Am 1. Juli 1937 nahm das irische Volk unter der Regierung von Fianna Fáil die neue Verfassung an.
1939, vor dem Ausbruch des Zweiten Weltkrieges, verkündete de Valera die Neutralität Irlands – ein Schritt, der die Briten sehr verärgerte.
Bei der Wahl 1948 verlor Fianna Fáil (obwohl sie stärkste Partei war) die Macht an die erste Mehrparteienregierung. Drei Jahre später, von 1951 bis 1954 stellte Fianna Fáil wieder die Regierung, aus der jedoch keine frischen Ideen kamen. Daraus resultierte von 1954 bis 1957 die zweite Mehrparteienregierung ohne Fianna Fáil.
1957 übernahm de Valera, mittlerweile 75 Jahre alt und nahezu blind, letztmals das Amt des Taoiseach. Er gestattete jedoch seinem „zweiten Mann“ Seán Lemass, sein Programm für wirtschaftlichen Aufschwung umzusetzen. Am 23. Juni 1959 wurde de Valera zum dritten Präsidenten von Irland gewählt und Lemass wurde am selben Tag sein Nachfolger als Parteivorsitzender von Fianna Fáil.

#### Lemass 1959–1966
Lemass kümmerte sich während seiner Amtszeit hauptsächlich um wirtschaftliche Belange, zu denen auch sein Programm für wirtschaftlichen Aufschwung aus dem Jahr 1958 gehörte. Der Protektionismus wurde abgeschafft und Freihandel eingeführt. Weiterhin wurden Firmen, die sich in Irland niederließen, Steuervergünstigungen und Subventionen gewährt. Ein Ergebnis dieses Programms war ein jährliches Wachstum der Wirtschaft um 4 %. Ein zweites (noch ehrgeizigeres) Programm dieser Art wurde 1963 gestartet.
Der Erfolg von Lemass in wirtschaftlichen Belangen führte Fianna Fáil zum Sieg bei der Wahl 1961 und Lemass begann weitergehende Änderungen durchzuführen. Dieses Vorgehen umfasste auch neue Personalien im Kabinett, u. a. Brian Lenihan, Charles J. Haughey, George Colley und Patrick Hillery. Obwohl Fianna Fáil eine Minderheitsregierung führte, wird diese Amtszeit von vielen als produktivste und beste in Irland angesehen.
Während der Zeit großer Veränderung in Irland in den 1960er Jahren, begann die Fianna-Fáil-Regierung unter Lemass sich mit Nordirland auszusöhnen. Am 9. Januar 1965 reiste Lemass im Geheimen nach Stormont, um sich mit dem nordirischen Premierminister Terence O’Neill zu treffen. Im Februar reiste O’Neill im Gegenzug nach Dublin.
Im November 1966 verkündete Lemass seinen Rücktritt als Vorsitzender von Fianna Fáil sowie als Taoiseach – nach 50 Jahren Dienst für Irland.

#### Lynch 1966–1979
Jack Lynch wurde am 10. November 1966 zum dritten Vorsitzenden der Partei sowie zum neuen Taoiseach gewählt und Frank Aiken, langjähriger Außenminister und letzter Minister aus de Valeras erstem Kabinett, wurde Tánaiste.
Während seiner ersten Amtszeit musste Lynch diverse Krisen durchleben. 1969 brachen in Nordirland die Unruhen aus und Lynch war damit beschäftigt das Übergreifen auf die Republik zu verhindern.
Ein Jahr später, 1970, entdeckte Lynch, dass zwei seiner Minister, Charles J. Haughey und Neil Blaney, in einen Plan verwickelt waren, Waffen für die IRA zu importieren – diese Tat ging als Waffen-Krise in die irische Geschichte ein und führte zu einer Spaltung innerhalb von Fianna Fáil.
Am 1. Januar 1973 wurde Irland Mitglied der Europäischen Wirtschaftsgemeinschaft – eine der größten Errungenschaften von Fianna Fáil unter Jack Lynch (die bereits von seinem Vorgänger Lemass vorbereitet wurde).
Von der Wahl 1973 bis zur Wahl 1977 befand sich Fianna Fáil in der Opposition. Die Wahl 1977 entschied Fianna Fáil mit einem Rekordergebnis (fast 57 % der Stimmen) für sich – ein Sieg, der auf der Wirtschaftspolitik der Partei, der Unzufriedenheit mit der Koalitionsregierung, der großen Popularität Lynchs sowie auf dem Versuch von Minister Tully beruhte, die Wahlbezirke zum alleinigen Vorteil seiner Partei Fine Gael zu verändern.
Doch mangels Konzepten wurde die Regierung unter Lynch mehr und mehr unbeliebt. Schlechte Ergebnisse in den Europawahlen und zwei Nachwahlen, die Fianna Fáil verlor, erhöhten den Druck auf Lynch, der am 5. Dezember 1979 zurücktrat. Zwei Nachfolger standen bereit: George Colley und Charles Haughey.

#### Haughey 1979–1992
Neun Jahre nachdem die Waffenkrise seine politische Karriere nahezu beendet hatte, wurde Charles Haughey zum 4. Vorsitzenden von Fianna Fáil und gleichzeitig zum Taoiseach gewählt. Haugheys erste Amtszeit war von wirtschaftlichen Problemen dominiert; neben der Ölkrise stiegen die Auslandsschulden immer weiter an. Dies führte dazu, dass Fianna Fáil die 2. Wahl im Jahr 1981 (im November) mit dem bis dato schlechtesten Wahlergebnis der Parteigeschichte (ca. 45 %) verlor und sich in der Opposition wiederfand.
Parteiintern war Haughey umstritten und er musste sich 1982 und 1983 insgesamt 3 Vertrauensfragen stellen – doch er konnte alle 3 für sich entscheiden.
Die Wahl 1987 gewann Fianna Fáil, jedoch ohne eine absolute Mehrheit zu erreichen. Haughey wurde knapp zum Taoiseach gewählt. In seiner 2. Amtszeit konzentrierte er sich mit seiner Partei auf die Lösung der dramatischen wirtschaftlichen Probleme. Zu dieser Zeit war Irland das Sorgenkind der Europäischen Gemeinschaft und stand kurz davor, wirtschaftlich vom Internationalen Währungsfonds übernommen zu werden. 1989 überraschte Haughey alle mit einer vorgezogenen Wahl, um eine absolute Mehrheit zu erreichen. Doch anstatt Sitze zu gewinnen, verlor Fianna Fáil Sitze und wurde zur Koalition mit den Progressive Democrats gezwungen, um an der Macht zu bleiben. Bisher schloss Fianna Fáil Koalitionsregierungen kategorisch aus und viele in der Partei waren mit Haugheys Entscheidung unzufrieden. Dies war der Beginn vom Ende Haugheys.
1991 musste sich Haughey erneut einer Vertrauensfrage stellen, die von Albert Reynolds initiiert wurde, und erneut gewann Haughey – jedoch zeigte das Ergebnis den schwindenden Rückhalt Haugheys in seiner Partei. 1992 stand Haughey im Mittelpunkt eines Skandals, der bereits 10 Jahre zurücklag – das Abhören zweier Journalisten. Obwohl Haughey immer behauptete, davon nichts gewusst zu haben, deuteten die Indizien darauf hin und Haughey trat zurück. Neuer Parteivorsitzender von Fianna Fáil und Taoiseach wurde am 11. Februar 1992 Albert Reynolds.

#### Reynolds 1992–1994
Das neue Kabinett um Reynolds enthielt einige neue Gesichter. Reynolds hoffte auf eine Fortsetzung der Koalition mit den Progressive Democrats, doch nach dem so genannten Beef Tribunal (Rindfleisch-Tribunal, ein Tribunal, dass 1991 geschaffen wurde, um Ungereimtheiten im Exporthandel für Rindfleisch aufzuklären, vor allem inwieweit Politiker verstrickt waren) zogen sich die Progressive Democrats aus der Regierung zurück und eine Neuwahl wurde notwendig.
Bei der Wahl 1992 mussten sowohl Fianna Fáil als auch Fine Gael Niederlagen einstecken und schließlich ging Fianna Fáil eine Koalition mit der Irish Labour Party unter Dick Spring ein.
Einer der wichtigsten Punkte während der Regierungszeit unter Reynolds war das Fortschreiten des Friedensprozesses mit Nordirland und am 15. Dezember 1993 wurde die so genannte
Downing-Street-Deklaration von beiden Regierungen unterzeichnet.
1994 gab es Meinungsverschiedenheiten zwischen den beiden Koalitionsparteien bezüglich der Einsetzung eines Richters am Supreme Court. Der Streit darüber führte schließlich zum Rücktritt von Reynolds im November 1994.

#### Ahern 1994–Mai 2008
Am 19. November 1994 wurde Bertie Ahern zum 6. (und jüngsten) Vorsitzenden von Fianna Fáil gewählt. Ahern war bereit die Koalition mit der Labour Party fortzuführen, doch diese zog sich aus der Regierung zurück und nach diversen Verhandlungen (die aufgrund von Nachwahlen möglich geworden waren) bildete eine Koalition aus Fine Gael, Labour Party und Democratic Left mitten in der Amtszeit eine neue Regierung und Fianna Fáil war in der Opposition.
Die Koalitionsregierung hielt nur bis zur Wahl 1997 und Fianna Fáil konnte, mit Ahern als Taoiseach, eine Koalition mit den Progressive Democrats eingehen. Die Arbeit von Ahern und seiner Regierung (sowie die von Tony Blair auf Seiten von Großbritannien) führte schließlich zum Karfreitagsabkommen, einem neuen Meilenstein der Beziehungen zwischen Irland und Nordirland.
Während der Amtszeiten von Bertie Ahern sah sich Fianna Fáil des Öfteren mit Vorwürfen von Korruption konfrontiert. Ray Burke musste aus diesem Grund als Außenminister zurücktreten und Liam Lawlor geriet ins Fadenkreuz wegen erhaltener Zahlungen. Beide wurden später inhaftiert.
Doch bei der Wahl 2002 verzeichnete Fianna Fáil deswegen keine Einbußen, was vor allem auf den 1997–2001 erfolgten Wirtschaftsboom (Celtic Tiger) zurückzuführen ist, und scheiterte nur knapp an der absoluten Mehrheit, was zu einer erneuten Koalition mit den Progressive Democrats führte – zum ersten Mal seit 1969 wurde damit eine Regierung wiedergewählt.
Obwohl es seit der Wahl einige Kandidaten zur Nachfolge von Ahern gab, u. a. Brian Cowen und Micheál Martin, betonte dieser, keinen Gedanken an einen Rücktritt zu verschwenden und die Partei auch in die nächste Wahl führen zu wollen.
Bei den Kommunalwahlen 2004 verzeichnete Fianna Fáil das schlechteste Ergebnis seit den 1920er Jahren. Dies ist hauptsächlich auf die finanziellen Entscheidungen der Regierung (die wirtschaftliche Lage hatte sich 2003 kurzfristig verschlechtert) sowie die Nichteinhaltung von Wahlversprechen zurückzuführen.
Bei den Wahlen 2007 konnte Fianna Fáil die Regierungsmehrheit nur durch ein Parteienbündnis unter Beteiligung der Green Party und der Progressive Democrats erreichen.
Am 2. April 2008 kündigte Ahern seinen Rücktritt vom Parteivorsitz für den 6. Mai 2008 an.

#### Cowen, Mai 2008–Januar 2011
Am 9. April 2008 wurde Brian Cowen mit Wirkung ab 7. Mai 2008 zum Nachfolger Aherns an der Parteispitze sowie zum neuen Taoiseach bestimmt; Cowen hatte keinen Gegenkandidaten. Cowen trat am 22. Januar 2011 vom Amt des Parteivorsitzenden zurück, da seine Koalition zerbrochen war und die Opposition mehrere Misstrauensanträge anstrebte. Er kandidierte nicht mehr bei der von ihm bei der Präsidentin bestellten vorgezogenen Neuwahl. Aufgrund seines Umgangs mit der irischen Finanzkrise wird Cowen als der schlechteste Taoiseach der irischen Geschichte bezeichnet.

#### Martin, seit Januar 2011
Am 26. Januar 2011 wurde Micheál Martin, der wenige Tage vorher noch bei einer internen Vertrauensabstimmung seiner Partei gegen den bisherigen Parteivorsitzenden Cowen unterlegen war und daraufhin als Außenminister Irlands zurückgetreten war, zum neuen Parteivorsitzenden gewählt. Bei den irischen Parlamentswahlen am 25. Februar 2011 musste die Partei mit 17,4 Prozent (−24,1 Prozent) der Erstpräferenzstimmen das schlechteste Ergebnis seit ihrer Gründung hinnehmen und fiel auf den dritten Rang zurück.
Im Februar 2019 ging Fianna Fáil eine Partnerschaft mit der nordirischen Social Democratic and Labour Party ein.

## Vorsitzendenwahl 1959
Die Vorsitzendenwahl 1959 begann im Juni 1959, als Éamon de Valera als Anführer der Partei zurücktrat, um irischer Präsident zu werden. De Valera war Parteivorsitzender seit der Gründung im Jahr 1926 und dreimaliger Taoiseach. Sein Nachfolger, Seán Lemass, wurde am 22. Juni 1959 nach nur einem Wahlgang gewählt. Lemass wurde am folgenden Tag Taoiseach.

### Kandidaten
- Seán F. Lemass, Tánaiste und Wirtschaftsminister

### Wahlkampf
Seán Lemass war seit der Wahl zum Tánaiste im Jahr 1945 der „Thronfolger“ von de Valera und sowohl innerhalb als auch außerhalb der Partei wurde seine Wahl als Nachfolger nie in Frage gestellt.
Im Gespräch waren aber trotzdem drei weitere Kandidaten:
- Seán MacEntee, dessen schlechte Arbeit als Finanzminister in den 1950er Jahren allerdings seine Chancen von Anfang an minderte. Er trat nicht an.
- Frank Aiken, Außenminister.
- James Ryan, Finanzminister. Es wurde spekuliert, dass Aiken und Lemass die zwei Hauptkandidaten sein würden und Ryan Chancen als Kompromisskandidat habe.

Doch als sich Fianna Fáil am 22. Juni zur Wahl versammelte, schlug MacEntee Lemass als neuen Vorsitzenden vor und Aiken unterstützte diesen Vorschlag, so dass Lemass ohne Gegenkandidat gewählt wurde.

## Vorsitzendenwahl 1966
Nachdem Seán F. Lemass im Oktober 1966 seinen Rücktritt bekannt gab, begann die Suche nach seinem Nachfolger. Sein Nachfolger wurde Jack Lynch, der sich nach einem Wahlgang mit 50 zu 19 Stimmen (76 % zu 24 %) gegen George Colley durchsetzen konnte.

### Kandidaten
- Jack Lynch, Finanzminister
- George Colley, Wirtschaftsminister

### Wahlkampf
Die zwei wahrscheinlichsten Kandidaten für die Wahl waren George Colley und Charles J. Haughey. Beide waren 41 Jahre alt, hatten weniger als 10 Jahre Erfahrung im Dáil, waren in die gleiche Schulklasse gegangen, vertraten denselben Wahlkreis, waren ansonsten aber grundverschieden. Colley, Sohn eines der Parteiältesten, repräsentierte den traditionellen Parteiflügel und hatte die Unterstützung der älteren Parteimitglieder. Haughey galt dagegen als Erneuerer.
Der zurückgetretene Lemass selbst hatte Patrick Hillery und Jack Lynch angesprochen und eine Teilnahme vorgeschlagen – beide lehnten ab. Als es den Anschein hatte, dass kein weiterer Kandidat neben Colley und Haughey antreten würde, entschied sich Neil Blaney ins Rennen einzusteigen – er konnte sich einer großen Unterstützung vom republikanischen Flügel der Partei sicher sein. Der drohende Zerfall der Partei in drei Flügel erhöhte den Druck auf Lynch, sich doch zur Wahl zu stellen – war er doch als Finanzminister der naheliegende (weil mächtigste) Kandidat bei der Wahl. Weiterhin hatte er 20 Jahre Erfahrung, war seit 9 Jahren im Kabinett und bekannt als Gewinner von nationalen Meisterschaften in den Sportarten Hurling und Gaelic Football. Nachdem diverse Abgeordnete eine „Holt Jack!“-Kampagne starteten, gab Lynch schließlich nach und trat zur Wahl an. Nach dem Eintritt von Lynch in die Wahl zogen Haughey und Blaney ihre Kandidatur als Unterstützung von Lynch zurück. Colley hingegen weigerte sich zu verzichten und so kam es am 9. November zu einer Wahl zwischen ihm und Lynch, die Lynch deutlich gewinnen konnte.
Um zu beweisen, dass Lynch ihm diesen Schritt nicht übel nahm, blieb Colley in seinem Kabinett. Colley im Gegenzug gewährte Lynch die vollste Unterstützung und wurde mit der Zeit sein größter Verbündeter im Kabinett.

## Vorsitzendenwahl 1979
Die Vorsitzendenwahl fand am 7. Dezember 1979 statt, nachdem Jack Lynch als Vorsitzender und Taoiseach zurückgetreten war. Charles James Haughey wurde sein Nachfolger und war nach einem Wahlgang gewählt.

### Kandidaten
- Charles J. Haughey, Gesundheitsminister
- George Colley, Tánaiste, Finanzminister

### Wahlkampf
Nach dem Erdrutschsieg von Fianna Fáil bei der Wahl 1977, wandten sich die Zeichen gegen Lynch – die Wirtschaft baute stark ab, Querelen innerhalb von Fianna Fáil nahmen stark zu und die Partei verlor zwei wichtige Nachwahlen im November 1979 – eine davon in Cork, Lynchs Heimatstadt. Nach der Verkündung dieser Niederlage entschied sich Lynch am 5. Dezember 1979 zum Rücktritt. Die Wahl zu seinem Nachfolger fand bereits 2 Tage später statt.
Lynchs Wunschkandidat war George Colley und man hoffte durch die schnelle Rücktrittsentscheidung andere Kandidaten zu überraschen. Doch man hatte die Rechnung ohne Charles J. Haughey gemacht. Beide Kandidaten standen sich bereits im Vorfeld der Vorsitzendenwahl 1966 gegenüber und beide vertraten noch dieselben Flügel ihrer Partei.
Die Unterstützung für beide war bis zur Wahl auf gleichem Niveau, bis auf einen Unterschied; Colley hatte die Unterstützung des nahezu gesamten Kabinetts, während Haughey die zweite Reihe der TDs hinter sich wusste. Obwohl Colley glaubte seinen Gegenkandidaten überrascht zu haben und so ein kurzer „Wahlkampf“ genügen werde, hatte sich Haughey seit mehreren Jahren auf diesen Tag vorbereitet. Die so genannte Gang of five, eine Gruppe der fünf Männer Tom McEllistrim, Jr, Mark Killilea, Seán Doherty, Jackie Fahey und Albert Reynolds, hatte bereits seit einigen Monaten damit begonnen, innerhalb der Partei für Haughey zu werben, da sie den Rücktritt von Lynch vorausahnten.
Die geheime Abstimmung fand in den Parteiräumen von Fianna Fáil im Leinster House (Dublin) statt. Noch am Abend zuvor waren beide gleichauf. Doch dann entschied sich Außenminister
Michael O’Kennedy, bisher ein Unterstützer von Colley, die Seiten zu wechseln. Haughey gewann die Wahl schließlich knapp mit 44 zu 38 Stimmen.
Die Machtübergabe von Lynch zu Haughey verlief nicht reibungslos. Colley war schwer enttäuscht, auch bei seinem zweiten Anlauf nicht zum Vorsitzenden gewählt worden zu sein. Er verlangte (und bekam) von Haughey ein Vetorecht beim Vorschlag zum Posten des Verteidigungs- und Justizministers. Colley behielt zwar den Posten als Tánaiste, verlor jedoch sein Amt als Finanzminister.
Vier Tage nach der Abstimmung wurde Haughey zum neuen Taoiseach gewählt, er musste sich jedoch sechs Stunden Kritik von anderen TDs anhören, darunter vom Vorsitzenden der Fine Gael Garret FitzGerald. Doch die Wahl von Haughey kostete ihren Preis, denn es folgten zwei Jahrzehnte parteiinterne Streitereien. Trotz alledem ist es Haughey zu verdanken, dass sich die irische Wirtschaft vom nahen Kollaps erholen konnte.

## Vorsitzendenwahl 1992
Nachdem Haughey 1992 von seinem Amt zurückgetreten war, begann die Suche nach seinem Nachfolger. Erstmals standen drei Kandidaten zur Wahl, doch bereits nach dem ersten Wahlgang stand Albert Reynolds als Nachfolger fest. Er wurde am 6. Februar 1992 gewählt.

### Kandidaten
- Albert Reynolds, ehemaliger Finanzminister
- Michael Woods, Landwirtschaftsminister
- Mary O’Rourke, Gesundheitsministerin

### Wahlkampf
Der Anfang vom Ende von Haugheys Vorsitz war im November 1991, als der Finanzminister Reynolds ein Misstrauensvotum gegen Haughey stellte – Haughey gewann. Zunächst ging die Regierungstätigkeit weiter, bis Justizminister Ray Burke ein Gesetz zur Telefonüberwachung einbrachte. Dieses Gesetz bezog der Cathaoirleach Seán Doherty auf seine Person, der 1982 an einer Abhöraffaire beteiligt war und deswegen aus dem Kabinett flog. Doherty, der sich in seiner Position nun mit dem neuen Gesetz befassen musste und immer behauptet hatte, 1982 nicht alleine beteiligt gewesen zu sein, sagte in einem Fernsehinterview, dass Charles Haughey ebenfalls von der Affäre gewusst habe. Haughey bestritt dies, doch der Druck seines Koalitionspartners (Progressive Democrats) veranlasste ihn am 30. Januar zum Rücktritt als Vorsitzender von Fianna Fáil.
Reynolds war der erste, der sich zur Wahl stellte. Haughey schlug Bertie Ahern vor, der jedoch ablehnte. Reynolds’ Wahl war nie gefährdet, obwohl sich auch Michael Woods und Mary O’Rourke zur Wahl stellten. Reynolds gewann mit 61 Stimmen (79 %) gegenüber 10 Stimmen (Woods) und 6 Stimmen (O’Rourke).

## Vorsitzendenwahl 1994
Die Vorsitzendenwahl im Jahr 1994 verlief schnell und problemlos. Nachdem Reynolds zurückgetreten war, gab es nur eine Person, die zur Wahl stand: Bertie Ahern. Ahern wurde am 19. Dezember 1994 zum neuen Parteivorsitzenden gewählt.

### Kandidaten
- Bertie Ahern, Finanzminister

## Irische Präsidenten von Fianna Fáil
Von Irlands neun Präsidenten kamen sechs aus Fianna-Fáil-Regierungen oder wurden von Fianna Fáil ernannt. Lediglich Douglas Hyde (1938–1945), Mary Robinson (1990–1997) und der amtierende Präsident Michael D. Higgins hatten keine Verbindung zur Partei. Hyde wurde zwar von de Valera eingesetzt, aber ursprünglich von Fine Gael nominiert (und von Fianna Fáil unterstützt). Robinson stammt aus der Labour Party und schlug bei der Präsidentschaftswahl den Fianna-Fáil-Kandidaten Brian Lenihan. Ebenfalls ist Higgins ein Kandidat der Labour Party bei der Präsidentschaftswahl 2011 gewesen, während Sean Gallagher, ein ehemaliges Fianna-Fáil-Mitglied, unabhängig kandidierte.

## Korruptionsskandale
In der Geschichte der Partei gab es immer wieder Skandale.
So musste der ehemalige Minister Ray Burke, den Bertie Ahern im Jahr 1997 für kurze Zeit in sein Kabinett holte, im Januar 2005 eine Haftstrafe wegen Steuerhinterziehung antreten. Die bevorzugte Behandlung von Burke im Gefängnis wurde heftig kritisiert – vor allem von der Opposition um Fine Gael.
Der ehemalige Fianna-Fáil-Regierungssekretär Frank Dunlop beschuldigte langjährige Fianna-Fáil-Senatoren, Bestechungsgelder angenommen zu haben, um bestimmte Bauunternehmen zu bevorzugen. Im Rahmen dieser Untersuchung (die noch andauert) wird erwartet, dass die Namen von ehemaligen und aktuellen Politikern aller Parteien fallen werden. Über die Stichhaltigkeit der Anschuldigungen von Dunlop haben Gerichte bisher nicht entschieden.
Der ehemalige TD Liam Lawlor wurde ebenfalls beschuldigt, Gelder von Baufirmen erhalten zu haben. Lawlor wurde des Öfteren inhaftiert, da er mit dem Untersuchungsausschuss nicht zusammenarbeiten wollte. Er legte aber sein Mandat nicht nieder, nahm an den Unterhaussitzungen teil, und wurde danach wieder ins Gefängnis eingeliefert. Dort genießt er die gleichen Vorzüge wie Ray Burke.
Beverly Cooper-Flynn, TD aus der Grafschaft Mayo, wurde zum Austritt aus der Partei gezwungen, nachdem bekannt geworden war, dass sie als Finanzberaterin für die National Irish Bank illegale Tipps zur Steuerhinterziehung gegeben hatte.

## Ógra Fianna Fáil
Ógra Fianna Fáil ist der Jugendflügel der Partei Fianna Fáil, der Mitte der 1970er Jahre gegründet wurde und eine aktive Rolle innerhalb der Partei spielt.

## Wahlergebnisse
| Jahr      | Wahl                   | Stimmenanteil | Sitze  |
| --------- | ---------------------- | ------------- | ------ |
| 1973      | Dáil Éireann 1973      | 46,2 %        | 69/144 |
| 1977      | Dáil Éireann 1977      | 50,6 %        | 84/148 |
| 1981      | Dáil Éireann 1981      | 45,3 %        | 78/166 |
| Feb. 1982 | Dáil Éireann Feb. 1982 | 47,3 %        | 81/166 |
| Nov. 1982 | Dáil Éireann Nov. 1982 | 45,2 %        | 75/166 |
| 1987      | Dáil Éireann 1987      | 44,1 %        | 81/166 |
| 1989      | Dáil Éireann 1989      | 44,1 %        | 77/166 |
| 1992      | Dáil Éireann 1992      | 39,1 %        | 68/166 |
| 1997      | Dáil Éireann 1997      | 39,3 %        | 77/166 |
| 2002      | Dáil Éireann 2002      | 41,5 %        | 81/166 |
| 2007      | Dáil Éireann 2007      | 41,6 %        | 77/166 |
| 2011      | Dáil Éireann 2011      | 17,5 %        | 20/166 |
| 2016      | Dáil Éireann 2016      | 24,3 %        | 44/158 |
| 2020      | Dáil Éireann 2020      | 22,2 %        | 38/160 |
| 2024      | Dáil Éireann 2024      | 21,9 %        | 48/174 |